# Evangelický hřbitov v Kutné Hoře
Evangelický hřbitov v Kutné Hoře se nachází na severozápadním okraji města při ulici Gruntecká, vlevo ve směru na obec Grunta, severovýchodně od obecního hřbitova.

## Historie
Hřbitov byl založen roku 1913, posvěcení proběhlo 28. září téhož roku. Postavil jej na žádost kutnohorského evangelického sboru stavitel F. Hrivka.
Roku 1886 byl v Kutné Hoře postaven evangelický kostel a roku 1891 vznikl farní sbor evangelické reformované církve. Poté kutnohorští evangelíci začali jednat o založení vlastního hřbitova. Do té doby byli pohřbíváni na evangelickém hřbitově v Libenicích a na městském římskokatolickém hřbitově Všech svatých, kde pro ně bylo vyhrazeno oddělení podél zdi v dolní části hřbitova. Na jaře roku 1896 bylo o založení vlastního hřbitova rozhodnuto, byl vybrán pozemek pod městským hřbitovem, který evangelická obec roku 1908 zakoupila za 2600 Korun a roku 1909 pro něj získala povolení pro stavbu. Vlastní stavba se uskutečnila roku 1913.
Hřbitov má obdélníkový tvar o rozloze přibližně 2000 m². Je obestavěný cihlovou zdí a vede k němu od gruntecké silnice stoupající přístupová cesta. Uprostřed přední, delší strany jsou kovaná železná vrata, od nich vede centrální cesta ke hřbitovní kapli. Jedná se o čtverhrannou budovu se dvěma okny se sedlovou střechou pokrytou břidlicí, která je postavena v secesním slohu. Na předním štítě nad dřevěnými dvoukřídlými dveřmi je umístěn kalich s nápisem „Pokoj vám!“. Roku 2018 došlo k opravě ohradní cihlové zdi.
Na hřbitově jsou pohřbeni ruští, rumunští a maďarští vojíni z 1. světové války.